# Mr. Magoo (film)
Mister Magoo è un film del 1997 diretto da Stanley Tong, basato sul personaggio di Mr. Magoo.

## Trama
Venuto in possesso di una preziosa gemma rubata, l'eccentrico miliardario Quincy Magoo si trova al centro di un complotto organizzato dagli autori del furto per recuperare la pietra. Nel susseguirsi e nell'aggrovigliarsi di intrighi, si inseriscono agenti della CIA e dell'FBI, e poi altri ladri internazionali di gioielli e una serie colorita di criminali tutti a caccia dell'ineffabile Magoo. Il quale, senza sapere i rischi cui sta andando incontro, si trova ad affrontare l'affascinante e pericolosa Luanne Leseur, spietata ladra di gioielli che, aiutata dall'ottuso braccio destro Bob Morgan, accusa Magoo del furto della preziosa Stella del Kuristan, il rubino rubato che lei deve recuperare e riportare al boss Austin Cloquet. Magoo riesce a far fronte alle peripezie grazie all'aiuto del nipote Waldo, mentre la fidanzata di costui, Stacey, cerca in tutti modi di nascondere la notizia del furto al gangster colombiano Ortega, pronto a tutto pur di impossessarsi della gemma che vuole offrire come dono alla futura sposa. Alla fine i cattivi vengono arrestati, la pietra torna ai legittimi proprietari, e Magoo torna nel fumetto da cui era uscito all'inizio.